# Осмоля
Осмоля (пол. Osmola) — село в Польщі, у гміні Дідковичі Сім'ятицького повіту Підляського воєводства.
Населення — 281 особа (2011).
У 1975-1998 роках село належало до Білостоцького воєводства.

## Демографія
Демографічна структура станом на 31 березня 2011 року:
|          | Загалом | Допрацездатний вік | Працездатний вік | Постпрацездатний вік |
| -------- | ------- | ------------------ | ---------------- | -------------------- |
| Чоловіки | 153     | 36                 | 96               | 21                   |
| Жінки    | 128     | 29                 | 71               | 28                   |
| Разом    | 281     | 65                 | 167              | 49                   |